# Uhřice (okres Vyškov)
Obec Uhřice se nachází v okrese Vyškov v Jihomoravském kraji. Žije zde 246 obyvatel.

## Historie
První písemná zmínka o Uhřicích pochází z roku 1327, kdy zde Milíč z Náměště získal roční důchod.

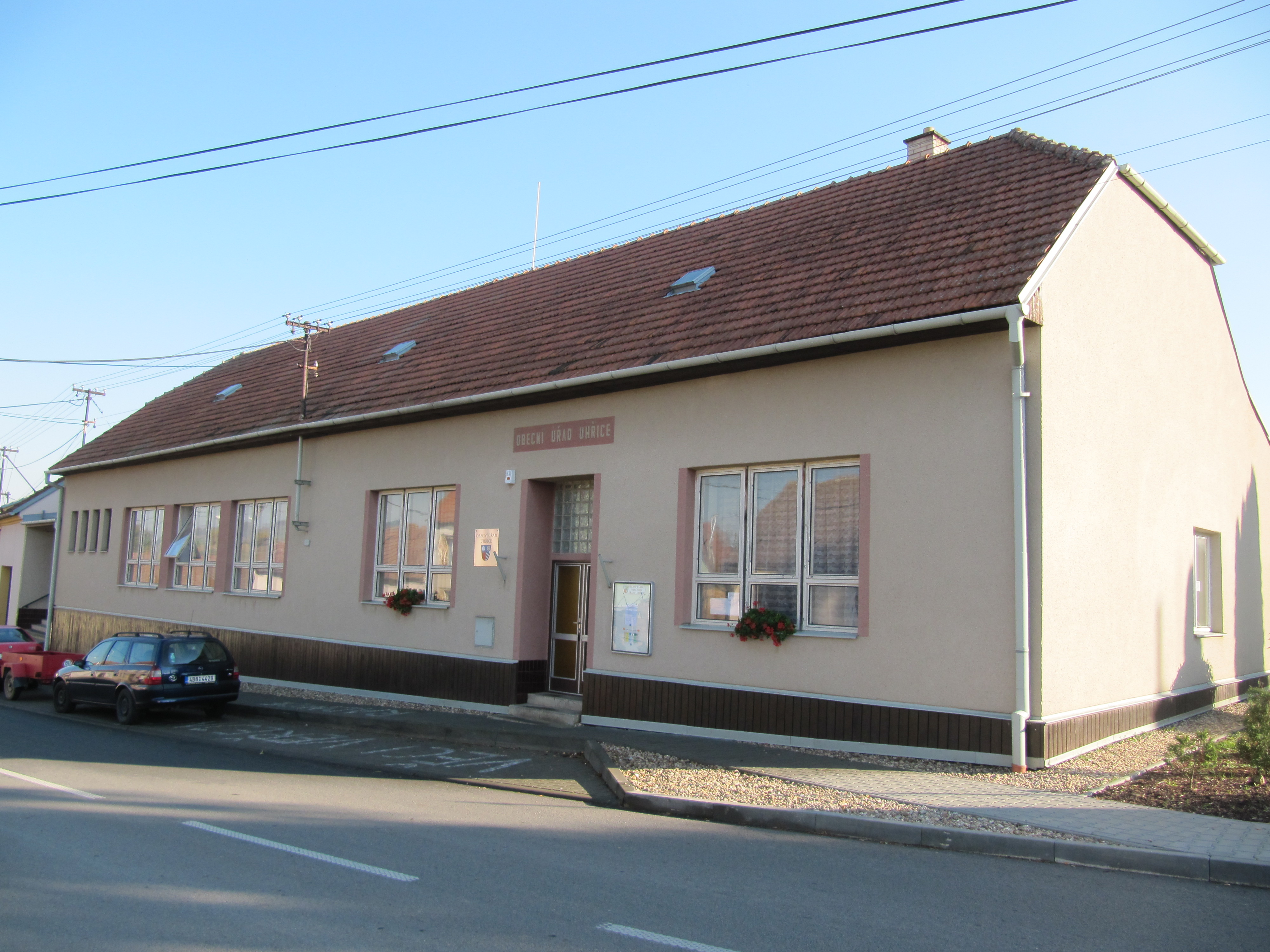
Obecní úřad

## Obyvatelstvo

### Struktura
V obci k počátku roku 2016 žilo celkem 250 obyvatel. Z nich bylo 130 mužů a 120 žen. Průměrný věk obyvatel obce dosahoval 41,5% let. Dle Sčítání lidu, domů a bytů, provedeného v roce 2011, žilo v obci 242 lidí. Nejvíce z nich (15,7%) bylo obyvatel ve věku od 0 do 14 let. Děti do 14 let věku tvořily 15,7% obyvatel a senioři nad 70 let úhrnem 7,9%. Z celkem 204 občanů obce starších 15 let mělo vzdělání 39,2% střední vč. vyučení (bez maturity). Počet vysokoškoláků dosahoval 5,9% a bez vzdělání bylo naopak 1% obyvatel. Z cenzu dále vyplývá, že ve městě žilo 104 ekonomicky aktivních občanů. Celkem 82,7% z nich se řadilo mezi zaměstnané, z nichž 59,6% patřilo mezi zaměstnance, 2,9% k zaměstnavatelům a zbytek pracoval na vlastní účet. Oproti tomu celých 50% občanů nebylo ekonomicky aktivní (to jsou například nepracující důchodci či žáci, studenti nebo učni) a zbytek svou ekonomickou aktivitu uvést nechtěl. Úhrnem 122 obyvatel obce (což je 50,4%), se hlásilo k české národnosti. Dále 57 obyvatel bylo Moravanů a 2 Slováků. Celých 92 obyvatel obce však svou národnost neuvedlo.
Vývoj počtu obyvatel za celou obec i za jeho jednotlivé části uvádí tabulka níže, ve které se zobrazuje i příslušnost jednotlivých částí k obci či následné odtržení.
| Místní části   | Místní části | 1869 | 1880 | 1890 | 1900 | 1910 | 1921 | 1930 | 1950 | 1961 | 1970 | 1980 | 1991 | 2001 | 2011 |
| -------------- | ------------ | ---- | ---- | ---- | ---- | ---- | ---- | ---- | ---- | ---- | ---- | ---- | ---- | ---- | ---- |
| Počet obyvatel | část Uhřice  | 434  | 423  | 436  | 422  | 466  | 477  | 451  | 389  | 376  | 344  | 318  | 223  | 237  | 242  |
| Počet domů     | část Uhřice  | 79   | 83   | 85   | 92   | 101  | 105  | 108  | 123  | 108  | 107  | 96   | 113  | 109  | 107  |

### Náboženský život
Obec je sídlem římskokatolické farnosti Milonice. Ta je součástí slavkovského děkanství v Brněnské diecézi v Moravské provincii. Farním kostelem je kostel svatého Petra a Pavla. Místním knězem je R. D. Ing. Martin Kohoutek, administrátor. Při censu prováděném v roce 2011 se 86 obyvatel obce (36%) označilo za věřící. Z tohoto počtu se 72 hlásilo k církvi či náboženské obci, a sice 66 obyvatel k římskokatolické církvi (27% ze všech obyvatel obce) a 4 k Církvi československé husitské. Úhrnem 64 obyvatel se označilo bez náboženské víry a 92 lidí odmítlo na otázku své náboženské víry odpovědět.

## Pamětihodnosti
- Kaple svaté Rozálie

## Osobnosti
- Stanislav Ledabyl (1919–1973), římskokatolický kněz, politický vězeň